# T-54
Der T-54 (Objekt 137) ist ein mittlerer Kampfpanzer, der in der Sowjetunion entworfen und ab 1947 gebaut wurde. Er war eine Weiterentwicklung des T-44. Mit etwa 40.000 gebauten Exemplaren ist der T-54 einer der meistproduzierten Kampfpanzer der Welt. Trotz seines hohen Alters ist er immer noch in den Streitkräften vieler Länder in Asien und Afrika anzutreffen. Der T-54 wurde später vom weiterentwickelten T-55 abgelöst, der ihm äußerlich sehr ähnlich sieht.

## Entwicklung

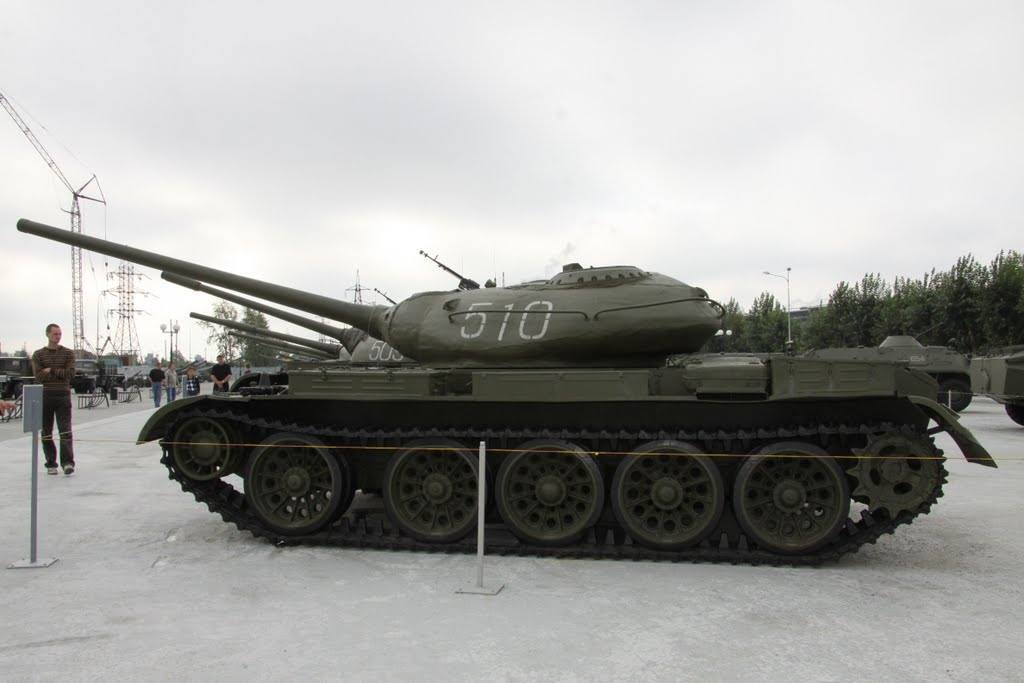
T-54 Modell 1949 (Turm mit Überhang)

Ab 1944 wurden Versuche unternommen, dem T-44 durch den Einbau einer größeren Kanone mehr Feuerkraft zu verleihen. Dazu wurden Prototypen einer 100-mm- und einer 122-mm-Kanone getestet. Die 122-mm-Kanone mit der zweigeteilten Munition erwies sich als zu groß; die 100-mm-Variante konnte zwar in einen vergrößerten Turm eingebaut werden, war jedoch ebenfalls zu groß, um sie effektiv nutzen zu können. Aufgrund dessen wurde ein neuer, vergrößerter Turm entworfen, der die Kanone aufnehmen konnte und gleichzeitig eine an der Turmfront auf 203 mm verstärkte Panzerung hatte. Um trotz des gestiegenen Gewichts die Beweglichkeit zu erhalten, wurde ein leistungsgesteigerter Motor mit der neuen Bezeichnung W-54 eingebaut. Der erste Prototyp wurde Ende 1945 fertiggestellt. Der Entwurf wurde im April 1946 akzeptiert, woraufhin die Serienproduktion des T-44 gestoppt wurde, um eine erste Kleinserie des nun als T-54 bezeichneten Fahrzeugs für Tests zu fertigen. Die Bezeichnung wurde später aber in T-54-1 abgeändert, um ihn von den späteren, in der Konstruktion abweichenden Exemplaren zu unterscheiden. Die ersten Exemplare wurden 1947 in Nischni Tagil und Charkow fertiggestellt. Nachdem die ersten Fahrzeuge an Einheiten in Weißrussland zur Erprobung ausgeliefert worden waren, zeigte sich jedoch, dass das Fahrzeug noch sehr fehlerbehaftet war; unter anderem war der Turm nicht optimal gestaltet, da er über dem Drehkranz eine Geschossfalle bildete. Die Produktion wurde deshalb nach nur etwa 1200 produzierten Einheiten wieder eingestellt. Die Türme der produzierten Fahrzeuge wurden ausgebaut und in einem stationären Verteidigungsgürtel an der chinesischen Grenze weiterverwendet.
Bei der Gestaltung des neuen Turms lehnten sich die Konstrukteure an den Turm des schweren Panzers IS-3 an, der eine wesentlich günstigere Form hatte. Die Serienproduktion wurde 1949 unter der Bezeichnung T-54-2 wieder aufgenommen. Der Entwurf erwies sich als so gut, dass das Politbüro die Fertigung in einer weiteren Fabrik in Omsk (Omsktransmasch) genehmigte. Diese Version blieb bis 1951 in der Produktion.
Mit dem T-54-3 wurde 1951 die Gestaltung des Turms ein weiteres Mal geändert, wobei der Überhang am Heck entfernt wurde. Diese Turmform wurde bis zum Produktionsende beibehalten.
Insgesamt wurden in verschiedenen Produktionsstätten etwa 40.000 T-54 gebaut.

## Besatzung
Die Besatzung besteht aus vier Soldaten – Kommandant, Richtschütze, Fahrer und Ladeschütze. Der Fahrer sitzt vorne links in der Wanne. Der Ladeschütze hat seinen Platz auf der rechten Seite im Turm neben der Bordkanone; der Kommandant und der Richtschütze sitzen auf der linken Seite des Turms. Die Soldaten können über zwei Luken im Turm ein- und aussteigen, der Fahrer über eine Luke in der Wanne.

## Technik

### Bewaffnung und Munition

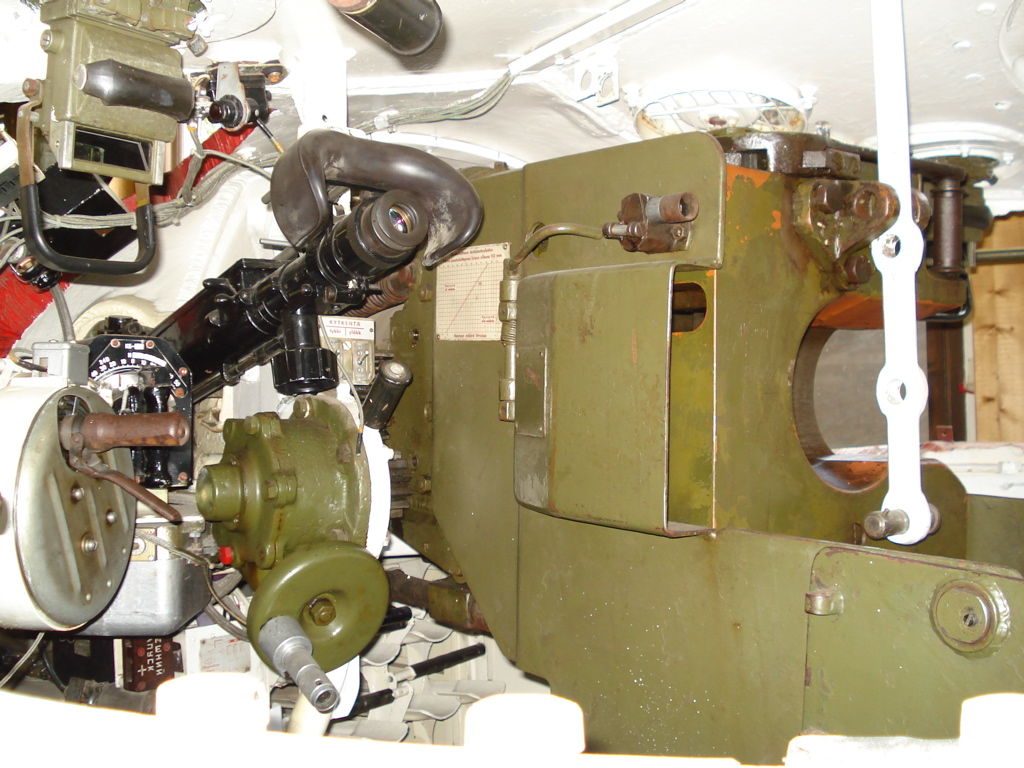
Richtschützenplatz mit dem Bodenstück der Kanone

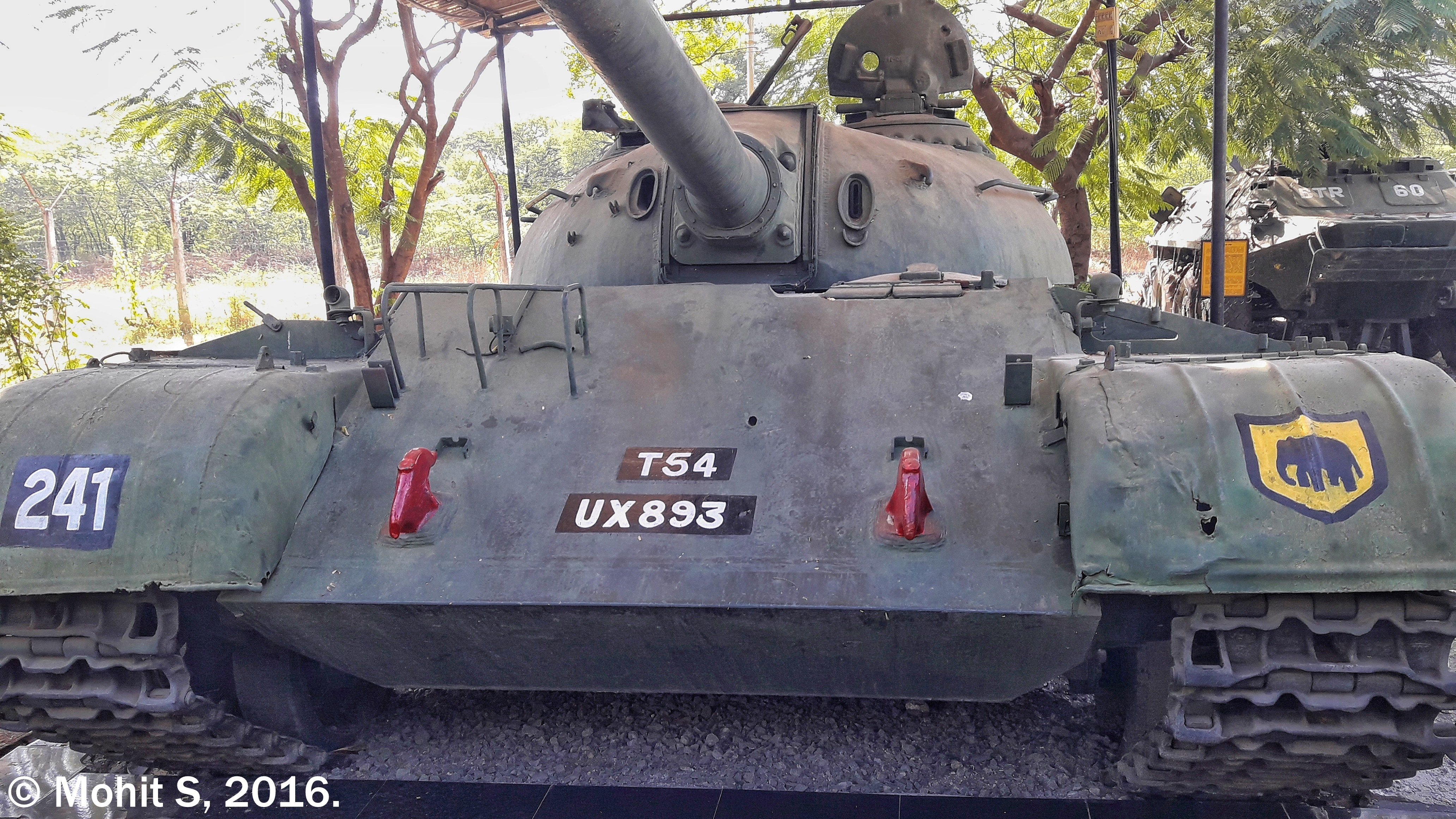
Bugplatte mit Loch für das Bug-MG eines T-54A

Die Hauptbewaffnung des T-54 ist eine 100-mm-D-10T-Zugrohrkanone als D-10TG. Die Ursprungsversion der Waffe verfügte weder über eine Stabilisierung noch einen Rauchabsauger. Durch die Stabilisierung der Waffe stieg die Trefferwahrscheinlichkeit aus der Bewegung von 3 % auf 30 %. Ab der Version T-54A wurden eine vertikale Stabilisierung STP GORIZONT und ein Rauchabsauger in die Waffe integriert. Die Waffenanlage des T-54B war in zwei Achsen stabilisiert.
Der Höhenrichtbereich der Waffe beträgt −5° bis +18°, der Seitenrichtbereich umfasst 360°. Bis zur Version T-54B erfolgte der Antrieb nur manuell, danach auch elektrisch. Zum Zeitpunkt seiner Indienststellung verfügte der T-54 über eine sehr hohe Feuerkraft.
Als Munition wurden Hohlladungsgeschosse (HEAT – High Explosive Anti Tank) und Splittergeschosse (HE – Frag) verwendet. Panzerbrechende Geschosse (HVAP – High Velocity Armour Piercing) wurden erst in den 1960er-Jahren eingeführt, da die Präzision dieser Geschosse aufgrund der simplen Feuerleitanlage auf große Entfernung zu gering war. Die HVAP-Munition konnte 185 mm Panzerstahl auf eine Entfernung von 1000 m durchschlagen, die HEAT-Munition 380 mm.
Die Kampfbeladung bestand aus 34 Geschossen.
Die Sekundärbewaffnung besteht aus einem 12,7-mm-Fliegerabwehr-Maschinengewehr vom Typ DSchK-38/46, einem koaxialen und einem starr im Bug eingebauten und durch die Bugplatte feuernden Maschinengewehr SGMT.

### Panzerung

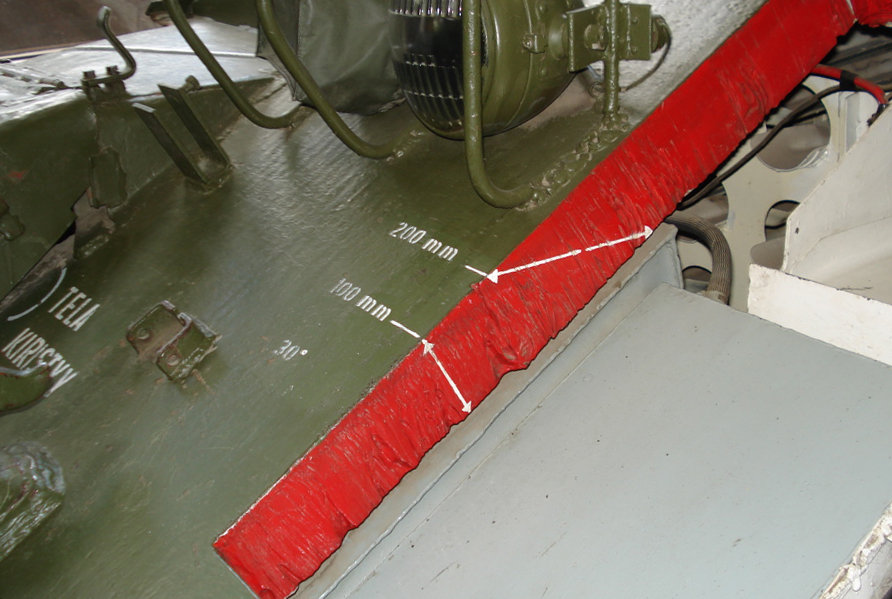
Wannenpanzerung des T-54

Die Panzerung des T-54 besteht in der Wanne aus homogenem gewalzten Panzerstahl, der Turm ist aus Gussstahl gefertigt. Die Panzerung an der Turmfront ist 200 mm dick. Die Panzerung an der Wannenvorderseite ist 100 mm stark und in einem Winkel von 30 Grad geneigt, was eine Durchgangsstrecke von 200 mm ergibt. Diese starke Panzerung führte in Großbritannien zum Anstoß, die 105-mm-Kanone L7 zu entwickeln.
Der T-54 verfügt über folgende Panzerung:
| Bauteil | Turmfront | Turmseiten | Wannenfront oben | Wannenfront unten |
| ------- | --------- | ---------- | ---------------- | ----------------- |
| Stärke  | 203 mm    | 150 mm     | 97 mm            | 99 mm             |

### Antrieb und Laufwerk

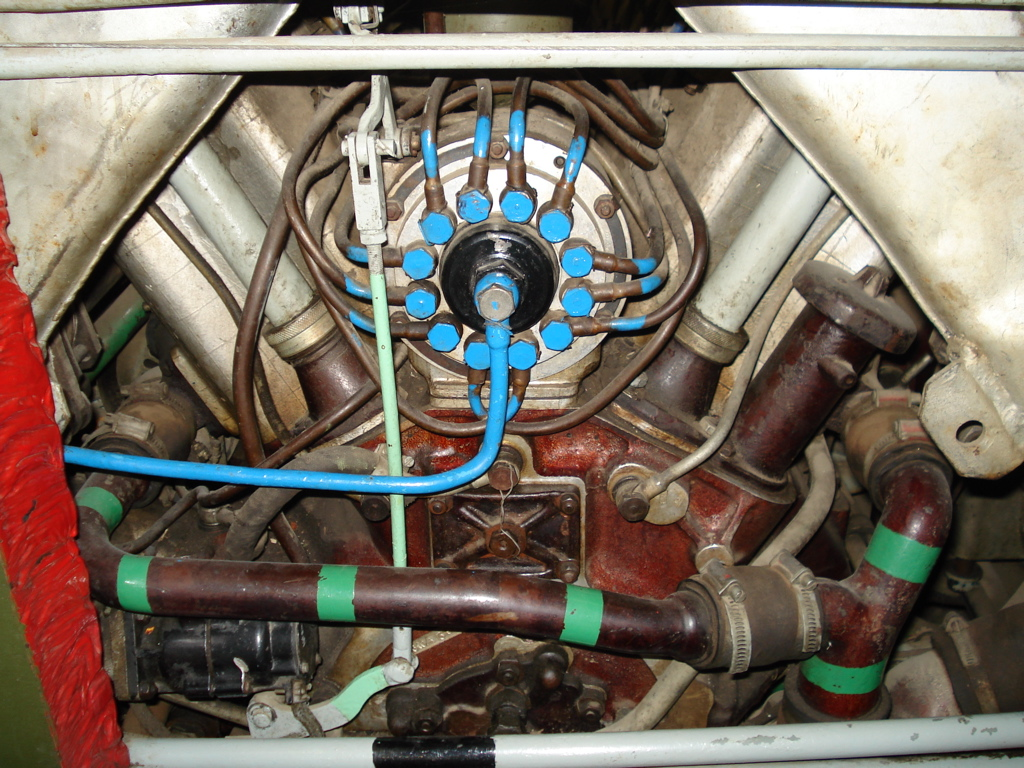
Der Druckluftanlassverteiler am Motor des T-54

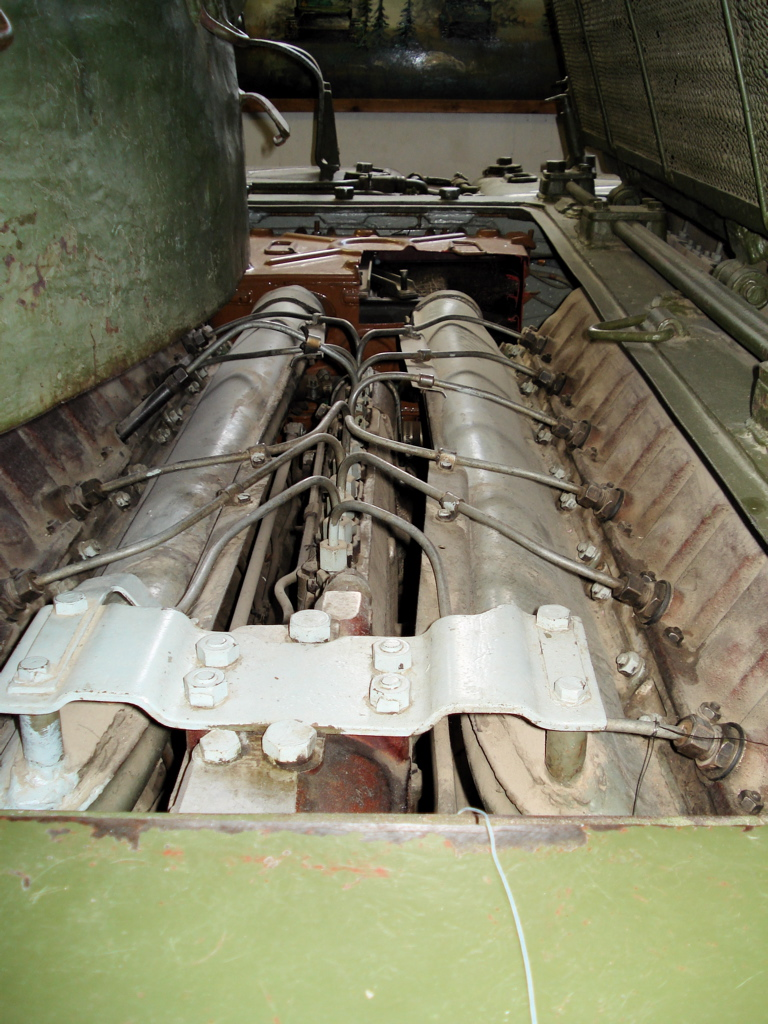
Dieselmotor W-54

Der T-54 wird von einem wassergekühlten 12-Zylinder-Dieselmotor W-54 angetrieben. Zum Anlassen des Motors steht ein elektrischer Anlasser zur Verfügung, bei kaltem Wetter kann zusätzlich ein Druckluftsystem genutzt werden.
Das Rollenlaufwerk besteht aus fünf gummibereiften Doppellaufrollen. Die Federung erfolgt über Torsionsstäbe. Zwischen den ersten beiden Laufrollen besteht eine deutlich größere Lücke als zwischen den restlichen Laufrollen. Dies soll die Wirkung von Minen auf das Laufwerk verringern. Die ersten und die letzten Laufrollen auf jeder Seite sind mit hydraulischen Stoßdämpfern versehen.
Die Ausführung von Antrieb und Laufwerk wurde in Teilen für die Konstruktion des Expeditionsfahrzeuges Charkowtschanka übernommen, das in der Antarktis eingesetzt wurde.

### Optik und Feuerleitung
Der Fahrer verfügt über zwei nach vorn gerichtete Winkelspiegel, von denen der rechte durch das Infrarotnachtsichtgerät TWN-1 ersetzt werden kann. Dem Kommandanten stehen eine Kommandantenrichtanlage, das Beobachtungsgerät TPK-1 (5-fach vergrößernd) und vier Winkelspiegel zur Verfügung. Der Richtschütze verfügt über das Teleskop-Scharnierzielfernrohr TSch 2-22 mit einer Strichplatte zur Entfernungsschätzung. Das ZF kann zwischen 3,5- oder 7-facher Vergrößerung umgeschaltet werden. Richt- und Ladeschützen verfügen über je einen Winkelspiegel MK.IV.
Im Gefecht hält der Kommandant permanent nach Zielen Ausschau. Ist ein Ziel identifiziert, richtet er den Turm mit der Kommandantenrichtanlage auf das Ziel aus, so dass der Richtschütze das Ziel anvisieren, die Entfernung schätzen und das Ziel bekämpfen kann. Der Kommandant sucht währenddessen nach weiteren Zielen.

### Technische Daten
| Bezeichnung                    | T-54A                                                                                    |
| ------------------------------ | ---------------------------------------------------------------------------------------- |
| Typ:                           | Kampfpanzer                                                                              |
| Besatzung:                     | 4                                                                                        |
| Motor:                         | wassergekühlter 12-Zylinder-Dieselmotor W-54                                             |
| Leistung:                      | 382 kW (520 PS)                                                                          |
| Getriebe:                      | synchronisiertes Stirnradwechselgetriebe mit fünf Vorwärtsgängen und einem Rückwärtsgang |
| Fahrwerk:                      | drehstabgefedertes Rollenlaufwerk                                                        |
| Länge über alles:              | 9000 mm                                                                                  |
| Breite über alles:             | 3270 mm                                                                                  |
| Höhe über alles:               | 2400 mm                                                                                  |
| Bodenfreiheit:                 | 425 mm                                                                                   |
| Watfähigkeit:                  | 1400 mm                                                                                  |
| Grabenüberschreitfähigkeit:    | 2700 mm                                                                                  |
| Kletterfähigkeit:              | 800 mm                                                                                   |
| Steigfähigkeit:                | 30 %                                                                                     |
| Querneigung:                   | 30 %                                                                                     |
| Gefechtsgewicht:               | 36.400 kg                                                                                |
| Höchstgeschwindigkeit Straße:  | 50 km/h                                                                                  |
| Höchstgeschwindigkeit Gelände: | 30 km/h                                                                                  |
| Kraftstoffmenge:               | 580 Liter im Tank + 280 l                                                                |
| Fahrbereich:                   | 440 km bei Nutzung der Treibstofffässer                                                  |
| Bewaffnung:                    | 100-mm-Kanone D-10TG, 2 × 7,62-mm-MG, 1 × 12,7-mm-Fla-MG                                 |
| Munition:                      | 34 Patronen für die BK, 200 Patronen für das Fla-MG, 3500 Patronen für die MGs           |

Technische Daten nach:

## Einsätze

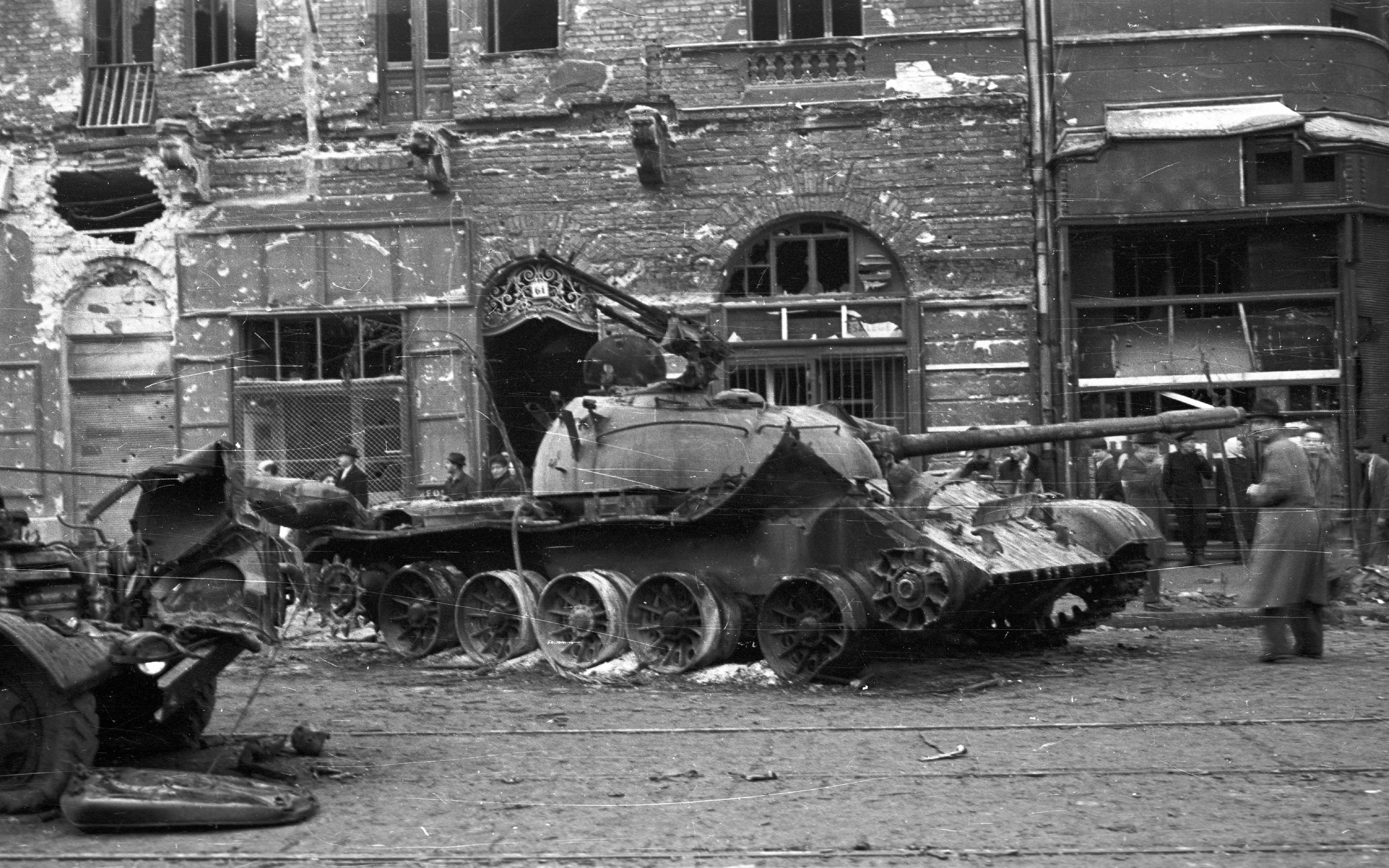
Ein in Budapest während des Volksaufstands in Ungarn 1956 außer Gefecht gesetzter T-54

Erstmals wurde der T-54 bei der Niederschlagung des Volksaufstands in Ungarn im Kampf eingesetzt. Einige der in Ungarn stationierten sowjetischen Panzerdivisionen waren erst kurz vor Ausbruch des Aufstandes mit dem T-54 ausgestattet worden. Während der Kampfhandlungen gingen einige der Panzer verloren, die meisten wurden durch Panzerabwehrkanonen und Molotowcocktails zerstört. Ein erbeuteter Panzer wurde von aufständischen Ungarn auf das Gelände der britischen Botschaft gefahren. Aufgrund dieses Exemplars konnte die NATO erstmals das neue Fahrzeug im Detail studieren. Die daraus gewonnenen Erkenntnisse führten zur Entwicklung der britischen L7-Kanone.
Im Sechstagekrieg wurde der T-54 auf syrischer und ägyptischer Seite eingesetzt, es kam jedoch nur zu wenigen Kampfhandlungen zwischen arabischen und israelischen Panzerverbänden.
Im Jom-Kippur-Krieg 1973 kam es zu schweren Gefechten zwischen syrischen und ägyptischen T-54 auf der einen und israelischen Scho’t und M60 auf der anderen Seite. Der T-54 war mehr als 20 Jahre nach seiner Indienststellung den israelischen Panzern nicht gewachsen, zumal die arabischen Verbände wesentlich schlechter ausgebildet waren und schlechter geführt wurden als die israelischen.
In Asien kam der T-54 in den Konflikten zwischen Indien und Pakistan zum Einsatz. Die dort stattfindenden Gefechte waren sehr viel ausgeglichener, da Indien den T-54 einsetzte und Pakistan den Typ 59, eine chinesische Kopie des T-54.
Die größten Einsätze des T-54 fanden während des Vietnamkriegs statt. Anfang 1971 bekämpften sich nord- und südvietnamesische Truppen während der Operation Lam Son 719 in Laos, wobei die Südvietnamesen mit amerikanischen M48 ausgerüstet waren. Während der Gefechte um die Provinz Quang Tri wurden etwa 90 T-54 zerstört. Während der Gefechte um die Stadt An Loc mussten die nordvietnamesischen Truppen schwere Verluste hinnehmen, da ihre Gegner erstmals TOW-Lenkflugkörper einsetzten. Bis 1972 verlor Nordvietnam etwa 400 T-54, aber auch hier waren die südvietnamesischen Truppen besser ausgebildet und geführt. Bei der Offensive 1975 wurden T-54 als Speerspitze der vorrückenden Verbände eingesetzt, dieses Mal mit großem Erfolg. Weitere Einsätze hatte der T-54 in Kambodscha, meist bei der Infanterieunterstützung.
In Afrika wurde der T-54 häufig eingesetzt. Nach der Unabhängigkeit von den Kolonialmächten wandten sich viele afrikanische Staaten der Sowjetunion zu, um Entwicklungs- und Militärhilfe zu bekommen. Aufgrund dessen wurde der T-54 in viele afrikanische Staaten exportiert und kam in den meisten Konflikten auf dem Kontinent zum Einsatz, darunter im algerischen Bürgerkrieg, sowie in Äthiopien, Eritrea, und Somalia. In den meisten Fällen wurde er zur Unterstützung von Infanterieverbänden verwendet.
In den 1980er und 1990er Jahren kam der T-54 in diversen Konflikten auf der arabischen Halbinsel zum Einsatz. Im Ersten Golfkrieg zwischen dem Irak und dem Iran kämpften auf beiden Seiten sowjetische und chinesische Panzer gegeneinander. Im Zweiten Golfkrieg kam noch eine Anzahl irakischer T-54 gegen die Koalitionstruppen zum Einsatz. Der Panzer war jedoch gegen die moderneren amerikanischen und britischen Modelle chancenlos.
Weiterhin kam der T-54 in den Jugoslawienkriegen bei sämtlichen Parteien zum Einsatz, ebenso nach dem Zusammenbruch der Sowjetunion in den vormaligen Sowjetrepubliken.
Russland setzt den T-54 Stand Februar 2024 aus Mangel an einsatzfähigen Panzern in Gefechten in der Ukraine ein.

## Varianten

### T-54-1

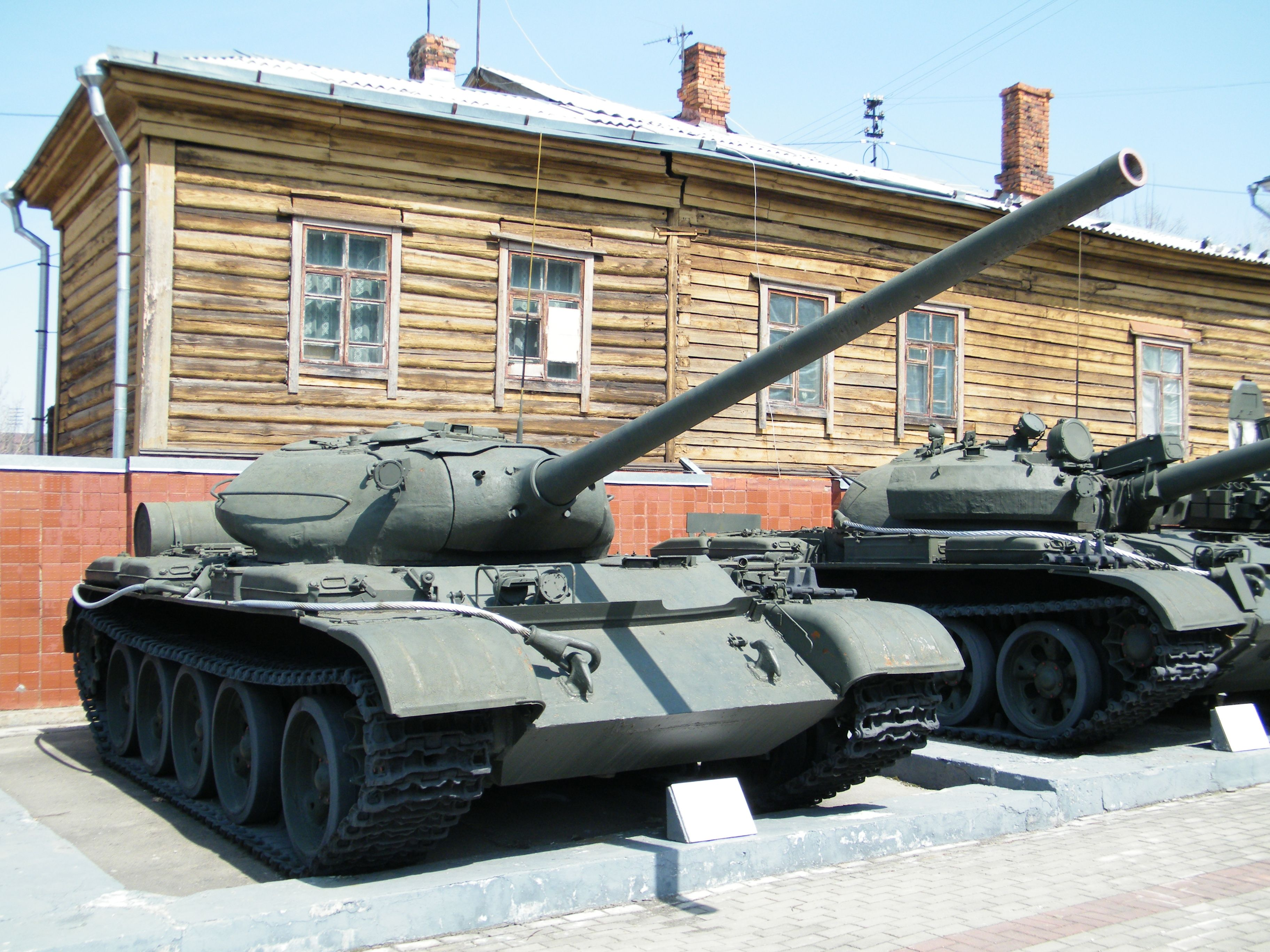
T-54-1

Die ursprüngliche Produktionsvariante, die nur in einer geringen Stückzahl hergestellt wurde. Der Turm wies noch eine andere Form als bei späteren Modellen auf und war ballistisch ungünstig geformt. Auf beiden Seiten der Wanne waren Maschinengewehre zur Infanterieabwehr eingebaut.

### T-54-2
Bei dieser Variante wurde der Turm komplett umgestaltet, um die Geschossfallen an der unteren Turmseite zu beseitigen. Am Turmheck bestand noch immer ein leichter Überhang. Das Fla-MG wurde durch ein MG vom Typ DSchK ersetzt, die beiden MGs auf der Wanne wurden entfernt, da ein praktischer Einsatz nicht möglich war. Stattdessen wurde ein Maschinengewehr in der Nähe des Fahrerplatzes eingebaut. Der Motor bekam einen neuen Ölfilter und eine Vorheizeinrichtung für die Ölversorgung. Die Kette wurde durch eine neue, auf 580 mm verbreiterte Kette ersetzt, die bessere Traktion bieten sollte.

### T-54-3
Beim T-54-3 wurde der Turm ein weiteres Mal überarbeitet, wobei der Überhang am Heck entfernt wurde. Die Optik des Richtschützen wurde durch eine modernere Variante ersetzt. Die Elektronik bekam eine bessere Versiegelung zum Schutz vor Staub und Verschmutzung. Weiterhin wurden Adapter zur Anbringung eines Minenräumgeräts angebracht. Mit diesem 8,8 t schweren Gerät konnten zwei 1,3 m breite Gassen vor den Ketten des Fahrzeugs geräumt werden, zwischen den beiden Gassen blieb eine 1,2 m breite Lücke. Die Benutzung beanspruchte Motor und Getriebe sehr stark.

### T-54A

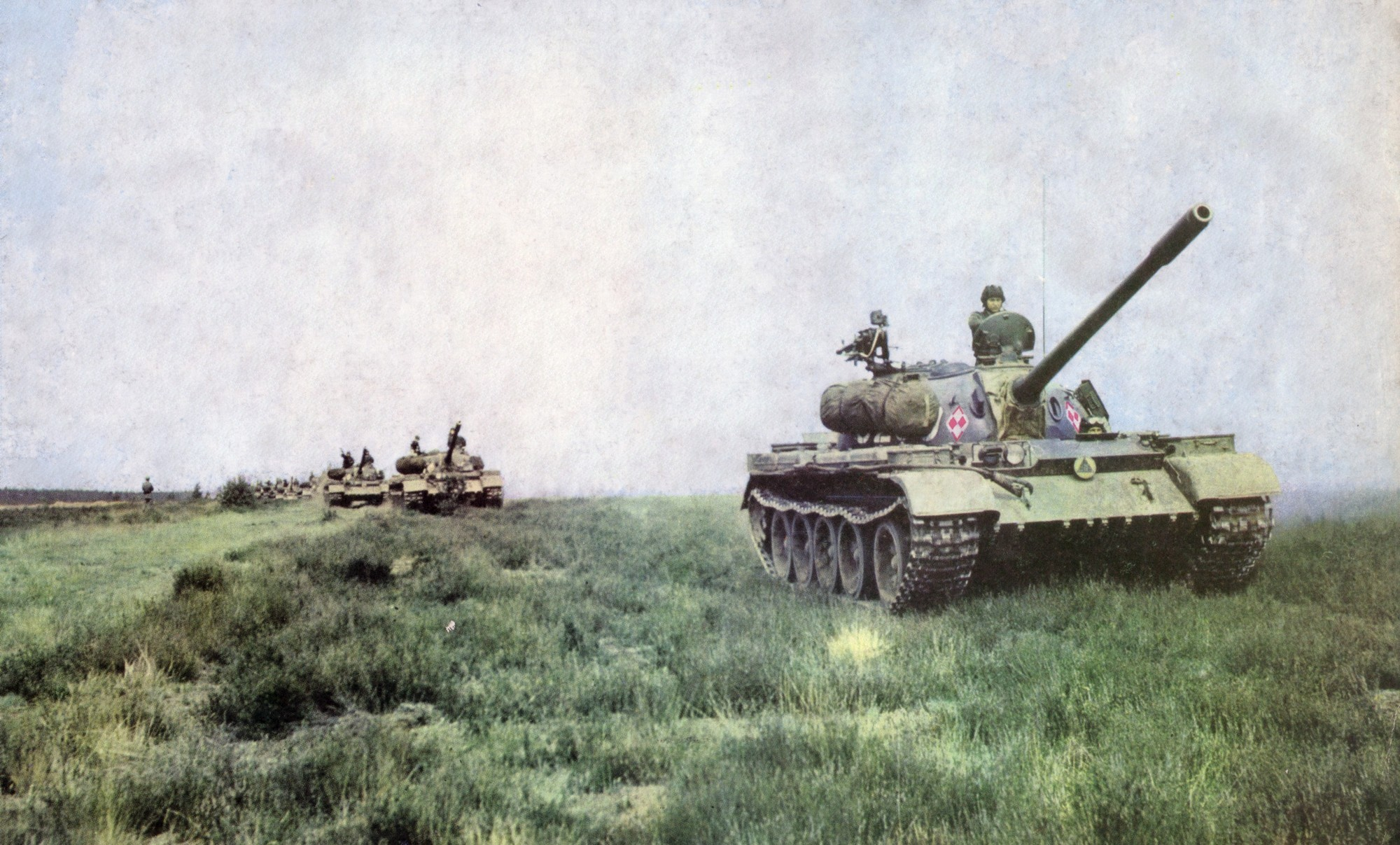
T-54A der polnischen Streitkräfte

Der T-54A (Objekt 137G) war der erste sowjetische Panzer, der mit einem Stabilisierungssystem für die Panzerkanone ausgerüstet wurde. Der Stabilisator STP-1 „Horizont“ arbeitete nur in der vertikalen Ebene. Die Trefferwahrscheinlichkeit aus der Bewegung erhöhte sich dadurch erheblich. Für den Fall, dass ein Schießhalt eingelegt wurde, fiel dieser wesentlich kürzer aus. Das Rohr der Kanone wurde mit einem Rauchabsauger ausgestattet, um das Eindringen von Pulvergasen in den Kampfraum zu vermeiden.
Um die Mobilität von Panzerverbänden zu erhöhen, wurde der T-54A zudem mit einer Unterwasserfahrtausstattung ausgerüstet. Dazu wurden sämtliche Öffnungen wasserdicht verschlossen und ein Schnorchel zur Luftzufuhr angebracht. Teile der Ausstattung waren bereits in das Fahrzeug integriert, andere Teile wie der Schnorchel mussten gesondert angebracht werden. Die Vorbereitungszeit nahm etwa 70 Minuten in Anspruch. Mit Hilfe dieser Ausrüstung konnte der Panzer Gewässer mit einer Tiefe von bis zu fünf Metern und einer Breite von bis zu 700 Metern durchqueren. Die Strömungsgeschwindigkeit durfte maximal 1,5 m/s betragen. Die Navigation unter Wasser erfolgte über einen Kreiselkompass. Für den Notfall war die Besatzung mit Tauchrettern ausgestattet. Der Panzer konnte 30 Sekunden nach dem Verlassen des Gewässers seine Bordkanone wieder abfeuern, das Entfernen der gesamten Tiefwatausstattung nahm etwa 15 Minuten in Anspruch.
Eine weitere Änderung war die Ausstattung des Fahrers mit einem Infrarotsichtgerät. Der dazugehörige Infrarotscheinwerfer war auf der Bugplatte angebracht.

### T-54B
Der T-54B (Objekt 137G2) war als erster sowjetischer Panzer bedingt nachtkampffähig, ausgestattet mit einem Infrarotscheinwerfer an der Turmfront und einem kleineren Infrarot-Suchscheinwerfer an der Kommandantenluke. Der Richtschütze verfügte über eine neue Optik mit einem Tag- und einem Nachtsichtkanal. Um den Kampfwert zu erhöhen, wurde die Waffenanlage mit der Bezeichnung D-10T2 mit dem Stabilisator STP-2 „Zyklon“ ausgestattet, der sowohl in der vertikalen wie auch der horizontalen Ebene arbeitete. Zusätzlich konnte der Turm auch mit einem elektrischen Antrieb gedreht werden. Eine komplette Drehung um 360° dauerte 30 Sekunden.

### Lizenzproduktion
Der T-54 wurde in verschiedenen Staaten in Lizenz produziert, u. a. in Polen und der Tschechoslowakei sowie in China (als Typ 59).